# Pentapodus trivittatus
Pentapodus trivittatus är en fiskart som först beskrevs av Bloch, 1791.  Pentapodus trivittatus ingår i släktet Pentapodus och familjen Nemipteridae. Inga underarter finns listade i Catalogue of Life.